# Беларусь в сирийском конфликте

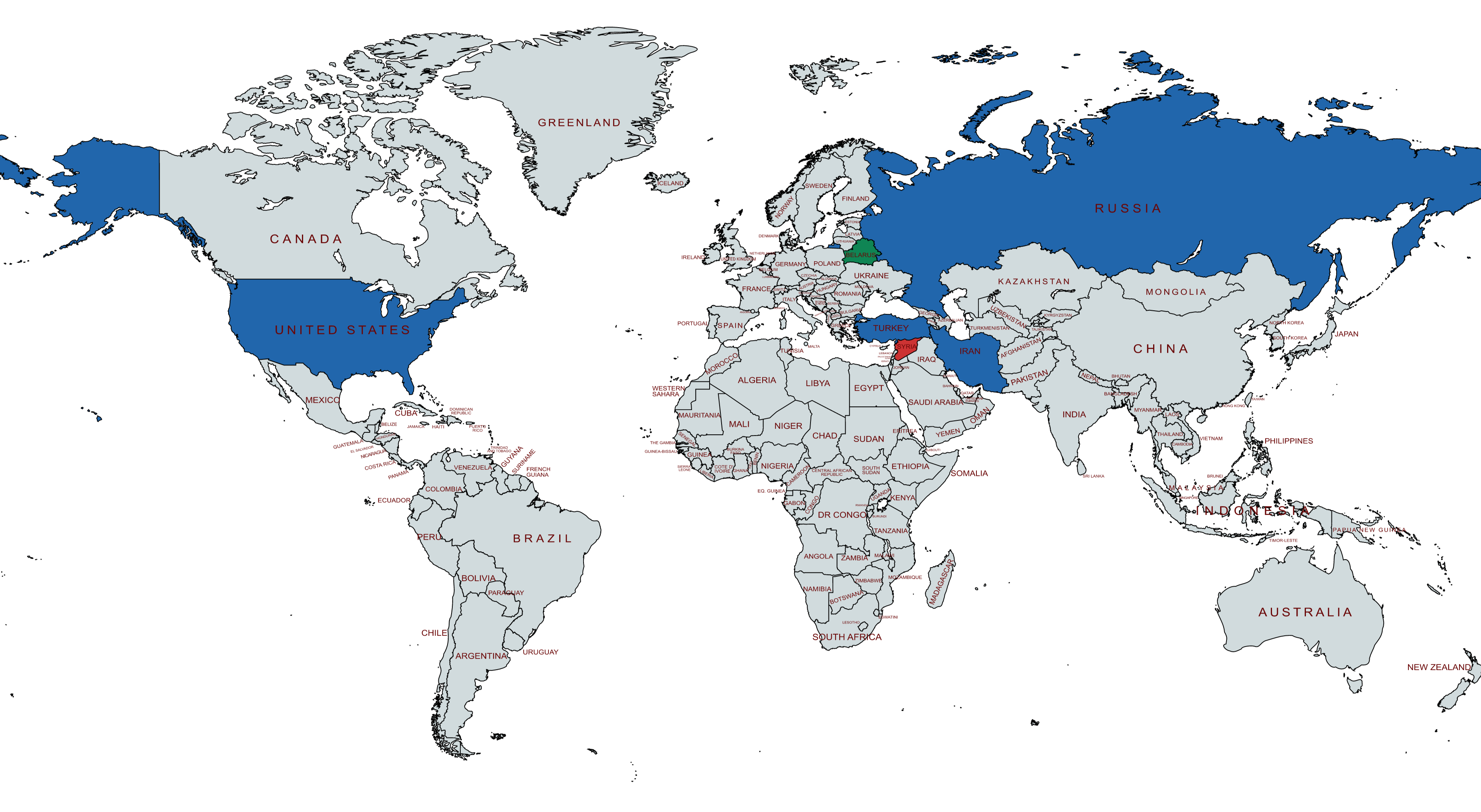
Республика Беларусь
Сирийская Арабская Республика
Основные интервенты: Соединённые Штаты Америки, Российская Федерация, Исламская Республика Иран, Турецкая Республика

Республика Беларусь в сирийском конфликте поддерживает сторону правительства Башара Асада. Государство оказывает властям различную помощь, начиная от дипломатической и гуманитарной, заканчивая поставками вооружений. После начала в 2015 году военной операции России в СМИ периодически поднимался вопрос о возможности задействования белорусских вооружённых сил. Руководство страны, в том числе президент Александр Лукашенко, отрицает любые заявления о планах по отправке своих военнослужащих в Сирию. Тем не менее отдельные граждане и уроженцы Белоруссии в рядах ВС РФ, ЧВК «Вагнер» и вооружённой оппозиции приняли участие в конфликте.

## Роль государства

### Официальная позиция

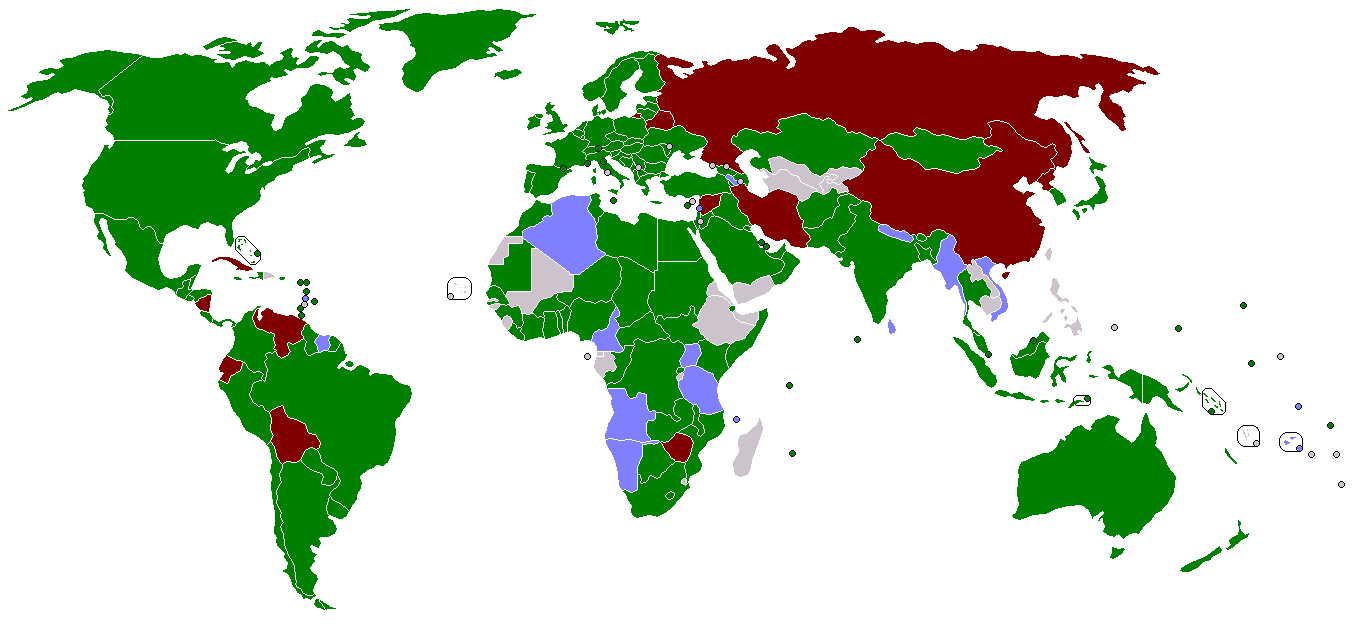
Голосование по резолюции ГА ООН А/RES/66/253 (февраль 2012 года). Документ осудил насилие в Сирии, поддержал решение Лиги арабских государств от 22 января о политическом переходе, что подразумевало отставку действующего правительства, и попросил Генерального секретаря назначить специального посланника по Сирии.
за
против (в т.ч. Белоруссия)
воздержались

См. также: Список резолюций ООН по Сирии
С самых первых дней конфликта Белоруссия активно поддерживала действующий сирийский режим. Особенно ярко это проявлялось на площадке ООН. 
В ноябре 2014 года республика выступила против принятия Третьим комитетом Генеральной ассамблеи резолюции, возлагавшей вину на официальный Дамаск за грубые нарушения прав человека в ходе боевых действий. Точно так же страна голосовала и в декабре 2016 года по резолюции о расследовании военных преступлений в Сирии. В декабре 2017 года она проголосовала против резолюции Генассамблеи A/RES/72/191 («Положение в области прав человека в Сирийской Арабской Республике»).
По мнению политического обозревателя Александра Шпаковского, белорусское руководство считает, что подобные обвинения сомнительны и однобоки. Якобы в данных документах учитывались доказательства преступлений исключительно против правительственных сил, а факты против повстанцев игнорировались. Шпаковский объяснял такую позицию Белоруссии по конфликту не только идейно-политическими мотивами или состоянием союза с Россией, но также личным знакомством и взаимной симпатией Лукашенко и Асада.
В апреле 2018 года Министерство иностранных дел Республики Беларусь осудило удары западных стран по Сирии. В заявлении, опубликованном на Facebook говорилось, что тем самым ситуация в стране фактически превращается в межгосударственный вооружённый конфликт. Белоруссия призвала «все вовлечённые стороны немедленно прекратить применение военной силы и искать пути урегулирования конфликтов мирными средствами за столом переговоров». 
Дипломатические усилия белорусской стороны были высоко оценены в Дамаске. Так, например, в 2015 году в интервью телеканалу ОНТ сирийский лидер Башар Асад заявил, что «Беларусь вместе с Россией является основным игроком на международной арене в отношении той войны, которая ведётся против Сирии».

### Гуманитарная помощь
В марте 2015 года Александр Лукашенко подписал распоряжение об оказании гуманитарной помощи стране. С тех пор белорусским посольством в Сирии неоднократно проводились гуманитарные акции. Среди таковых — мероприятие в городе Алеппо в сентябре 2016 года, когда белорусские дипломаты совместно с российским Центром по примирению передали для нужд организаций здравоохранения и образования порядка 23 тонны гуманитарных грузов (продовольствие — 12,5 тонны, вещевое имущество — 4,3 тонны, медицинское имущество и медикаменты — 6,2 тонны). 
В декабре 2018 года страна оказала помощь Сирии на общую сумму около 989 тысяч белорусских рублей (около 460 тысяч долларов). Это, в частности, два самосвала и автобус МАЗ, тренажёры, одежда, обувь, мебель, лекарства, сухое цельное молоко, школьные принадлежности. В марте 2019 года в сирийский порт Латакия на Средиземном море из Белоруссии, доставлен гуманитарный груз, в том числе компрессорные установки, дизель-генераторы, инструменты для разборки завалов, а также школьные принадлежности, парты, детские одежда и обувь. Совет министров Республики Беларусь постановлением №190 от 2 апреля 2021 года распорядился оказать Сирии гуманитарную помощь на общую сумму 1,08 млн рублей.
Всего за 2015—2021 годы были переданы четыре партии гуманитарной помощи.
Стоит также упомянуть распоряжение Лукашенко, которое было подписано в мае 2017-го и предусматривало выделение денежных средств для организации отдыха и оздоровления в Белоруссии 80 сирийских детей. В дальнейшем эта программа была продлена. К 2021 году более 1000 детей из Сирии смогли отдохнуть в республике.

### Поставки вооружений
На протяжении конфликта Вооружённые силы Сирии получали от Белоруссии комплексы ПВО, стрелковое и артиллерийское оружие, а также боеприпасы к ним. В августе 2019 г. на сирийских МиГ-29 установлены белорусские бортовые комплексы обороны «Талисман».
Отдельно стоит отметить поставки комплексов РЭБ серии «Гроза» производства конструкторского бюро «Радар». Впервые информация о появлении данной разработки в Сирии появилась ещё весной 2018 году. Якобы комплексы использовались против американских дронов. В августе 2020 года, по сообщению Пентагона, в небе над западной частью провинции Идлиб были одновременно потеряны сразу два ударно-разведывательных дрона MQ-9 Reaper («Жнец»), вылетавших парой на боевое задание с ракетами AGM-114R9X на борту. Предположительно БПЛА ликвидированы бойцами правительственной армии, которые использовали для этого белорусскую систему РЭБ.
При этом в 2015 году Беларусь поставила в Болгарию партию гранатомётов АГС-17 и ПТРК 9П135М «Фагот», которые были переданы сирийской оппозиции.

## Перспектива участия ВС РБ

### Сообщения
В средствах массовой информации дискуссия о возможности отправки белорусских военных в «горячую точку» началась после старта военной операции России в 2015 году. Российский журналист Алексей Арцахов предлагал заставить белорусского лидера Александра Лукашенко выполнять «союзнические обязательства» по ОДКБ, чтобы тот послал свою армию в помощь ВС РФ.
В начале июля 2017 года спецпредставитель российского президента по сирийскому урегулированию Александр Лаврентьев заявил, что Россия обратилась к странам СНГ, в том числе и к Белоруссии, с предложением рассмотреть вопрос о направлении миротворческого контингента для мониторинга в зонах деэскалации в Сирии. Совпадение этого заявления с конференцией начальников генеральных штабов государств-членов ООН по вопросам проведения операций ООН по поддержанию мира 6—7 июля в Нью-Йорке, в которой участвовал начальник Генерального штаба Вооружённых Сил Республики Беларусь генерал-майор Олег Белоконев, дало повод для различных спекуляций по поводу возможности такого исхода.
В апреле 2019 года израильский военно-аналитический портал Debka со ссылкой на «иностранные разведывательные источники» сообщил о гибели белорусских, иранских и северокорейских военных специалистов 13 апреля во время авианалёта израильских ВВС на город Масьяф. По утверждению портала, иностранцы занимались модернизацией ракет наземного базирования для Сирии и «Хезболлы».
В начале февраля 2021 года инициатива BYPOL распространила информацию, что белорусские власти собирают миротворческий контингент в 600 военных для отправки в Сирию. Как говорилось в сообщении, в Западном и Северо-западном оперативных командованиях уже пришла директива об отборе военнослужащих. В связи с этим, по данным группы BYPOL, военные начали массово увольняться из вооружённых сил.
Новая волна дискуссий на эту тему случилась через год, в феврале 2022 года. В российских СМИ появилось сенсационная информация о том, что правительство РФ одобрило проект соглашения о размещении воинского контингента Белоруссии в Сирии. В распоряжении, подписанном премьер-министром России Михаилом Мишустиным, полный текст которого был опубликован на официальном портале правовой информации страны, было написано: «Одобрить представленный Минобороны РФ, согласованный с МИД и другими заинтересованными федеральными органами исполнительной власти, Верховным судом, Следственным комитетом и предварительно проработанный с белорусской стороной проект соглашения между правительством РФ и правительством Белоруссии о сотрудничестве в области оказания гуманитарной помощи Сирийской Арабской Республике».
В документе говорится, что Минск и Москва приняли во внимание официальное приглашение принять участие в миссии по оказанию гуманитарной помощи на территории Сирии и, как было подчёркнуто, белорусский воинский контингент численностью до 200 человек будет привлекаться к выполнению мероприятий «исключительно в гуманитарных целях вне зоны боевых действий». Согласно документу, планировалось, что белорусские военные специалисты будут размещены в местах дислокации российской авиационной группы, а также будут оперативно подчиняться российскому Центру по примирению враждующих сторон и контролю за перемещением беженцев, но при этом оставаться под командованием уполномоченного органа белорусской стороны.

### Заявления властей
Министерство обороны Белоруссии, МИД и Государственный военно-промышленный комитет Республики Беларусь опровергали любую информацию, связанную с данной темой. Особенно это касалось сообщений BYPOL и Debka. В феврале 2022-го президент Александр Лукашенко во время скандала вокруг документа, подписанного Мишустиным, назвал это фейком. Однако политик обмолвился, что некоторое количество лет назад Асад просил его отправить в Сирию медиков.

### Критика сообщений
Одним из первых, кто поставил под сомнения возможность отправки белорусских военнослужащих в Сирию стал политолог Арсений Сивицкий, который в июле 2017 года опубликовал по данному вопросу свою статью. Он указал несколько причин невозможности подобного исхода.
Согласно белорусскому законодательству и политической позиции белорусского руководства, вооружённые силы могут быть задействованы за рубежом только в том случае, если они принимают участие в миротворческой операции, санкционированной резолюцией Совета безопасности ООН. Также, как отметил политолог, несмотря на то, что Белоруссия входит в различные военно-политические коалиции с Россией, пределы ответственности белорусской стороны – западное стратегическое направление Союзного государства и только в рамках территории Республики Беларусь. Вдобавок правительство пугает сложный клубок противоречий различных сил и проблем с деэскалацией.
В 2021 году в перспективе военной операции Белоруссии в Сирии усомнился и колумнист TUT.BY Денис Бурковский. Он в первую очередь подверг сомнению информацию от BYPOL. Для небольшой белорусской армии, по его мнению, будет весьма проблематично выставить для зарубежной миссии контингент в несколько сотен контрактников. Плюс к этому необходимо осуществить дополнительную подготовку кадров, поскольку речь идёт о «миротворчекой» операции.
В феврале 2022 года с критикой подобного рода сообщений выступила международная инициатива iSANS. Как отметила организация, в документе за подписью Мишустина упоминается лишь приглашение, предположительно высланное режимом Башара Асада белорусской стороне, но никак не соглашение или договор о отправке военных. iSANS предположила, что развёртывание в Сирии контингента из Белоруссии может вызвать неоднозначную реакцию даже в среде сторонников Лукашенко, который «неоднократно обещал белорусским матерям, что их сыновьям никогда не придётся воевать в третьих странах, отстаивая чужие интересы». Поэтому власти вряд-ли бы рискнули на подобную авантюру.

## Белорусы в конфликте

### Комбатанты
На 2021 год известны имена 11 граждан и уроженцев республики, участвовавших в боевых действиях в Сирии. Четверо из них погибли.
| Имя                                                          | Происхождение      | Статус                                                                      | Примечания |
| ------------------------------------------------------------ | ------------------ | --------------------------------------------------------------------------- | --- |
| Абу Сафия Беларуси (белорусское имя при рождении неизвестно) | неизвестно         | сотрудник ЧВК «Malhama Tactical» старший сержант 103-й гв. ОВДБр (до Сирии) | В декабре 2017 года убит в провинции Идлиб. (см. Бои за Идлиб)                                                                                     |
| Владимир Бекиш                                               | г. Гродно          | командир разведроты 5-й ОТБр Сухопутных войск России                        | 19 июня 2016 погиб в бою с силами ИГИЛ на дороге из Итрии в Эр-Ракку. (см. Наступление от Итрии в сторону Ракки)                                   |
| Руслан Бобинин                                               | г. Минск           | сотрудник ЧВК «Вагнер»                                                      | [ 21 ] |
| Денис Васильев                                               | г. Гродно          | боец группировки «ИГИЛ»                                                     | 1 декабря 2015 года погиб в бою с курдскими вооружёнными формированиями на сирийско-иракской границе.                                              |
| Александр Вечернин                                           | Витебская область  | штурман военно-транспортного самолёта Ил-20 ВКС России                      | 17 сентября 2018 года погиб в ходе крушения самолёта, по ошибке сбитого сирийскими ПВО в 27 км к западу от Банияса. (см. Катастрофа Ил-20 в Сирии) |
| Руслан Бобинин                                               | Витебская область  | сотрудник ЧВК «Вагнер»                                                      | [ 21 ] |
| Константин Гирс                                              | Витебская область  | сотрудник ЧВК «Вагнер»                                                      | [ 21 ] |
| Эдвард Давидов                                               | г. Брест           | сотрудник ЧВК «Вагнер»                                                      | [ 21 ] |
| Сергей Сазанов                                               | Гомельская область | сотрудник ЧВК «Вагнер»                                                      | [ 21 ] |
| Александр Ступницкий                                         | Витебская область  | сотрудник ЧВК «Вагнер»                                                      | [ 21 ] |
| Вадим Юшкевич                                                | Витебская область  | сотрудник ЧВК «Вагнер»                                                      | [ 21 ] |

В июле 2018 года на брифинге Службы безопасности Украины упоминалось об 11 гражданах республики, которые в составе российского «Вагнера» сражались в Сирии. Однако названы имена лишь шестерых. Таким образом, общее число белорусов, прошедших через сирийский конфликт, может достигать 15 человек.
В 2018 году в материале Владимира Шлыкова в программе «Вот так» на телеканале «Белсат» было озвучено, что исламисткую ЧВК «Malhama Tactical», связанную с организацией «Хайат Тахрир аш-Шам», возглавил уроженец республики Абу Салман Беларуси (не путать с Абу Сафия Беларуси). Предыдущий руководитель, узбек Абу Рофик, передал свои полномочия, но остался в компании. Как отметил российский журналист и военный обозреватель Олег Блохин в своём Telegram-канале, Абу Салман Беларуси служил в 103-й Витебской бригаде. 
Однако в 2020 году в одном из постов проекта «Д///ихад» заявлялось, что Беларуси и Рофик — один и тот же человек, скрывающийся под разными личностями. Настоящее имя главы ЧВК — Сухроб Балтабаев. Якобы на фотографиях, что Беларуси, что Рофик скрывают свои лица за балаклавой, но во взгляде угадывается сходство. В свою очередь админ Telegram-канала «Reverse Side Of The Medal» (RSOTM), специализирующийся на локальных конфликтах, борьбе с терроризмом и эксклюзивах ЧВК «Вагнера», смог заполучить контактные данные Беларуси, которые оказались идентичны контактам Рофика. Автор также предоставил аудиозапись для сравнения голосов обоих. Тем не менее в 2021 году RSOTM пересмотрел свои взгляды, поскольку была обнаружена могила Рофика. Согласно Блохину, он погиб ещё в 2019 году.
Вопрос о соотношении личностей белоруса Беларуси и узбека Рофика ещё остаётся открытым.

### Похищения
В августе 2013 года повстанческая группировка «Джебхат ан-Нусра» пленила белоруску Светлану Маркиянович и её молдавскую подругу Карину Кольца. Боевики обвинили их в шпионаже на «Хезболу». Видео с задержанными девушками было опубликовано на Youtube. В сентябре девушки осуществили побег. Они вылезли из окон дома, спустились по канатом и укрылись в мечети, имам которой не сдал беглецов. Затем дипломаты вывезли их в Ливан, а оттуда вернули домой.

### Эвакуация
В период 2012—2015 гг. Республика Беларусь активно вывозила своих граждан из «горячей точки». Значительное содействие эвакуации белорусов оказали власти России и Украины.
30 августа 2012 года семеро белорусов покинули Сирию украинским бортом вылетели в Киев вместе с украинцами, поляками и сирийцами. Мероприятия по эвакуации проводилась с участием МИД, МЧС, Минобороны Украины и её авиакомпаний. Кроме того, поддержку оказала Международная организация по миграции. 
Ночью 9 сентября 2013 года борт МЧС России с пятью гражданами республики приземлился в аэропорту Домодедово. По информации белорусского посольства в Сирии, в стране ещё оставались около 85 граждан страны. 
17 августа 2015-го российская сторона вывезла 54 своих соотечественников, а также нескольких граждан Сирии, Украины, Казахстана и Белоруссии. 17 октября того же года ещё восемь белорусов вернулись в республику на Ил-76 российского МЧС.